# Ethnische Demokratie
Ethnische Demokratie (englisch Ethnic Democracy) ist ein von dem israelischen Soziologen Sammy Smooha eingeführtes Modell zur Beschreibung politischer Systeme, die zwar nach dem demokratischen Prinzip funktionieren, jedoch eine bestimmte Ethnie besonders bevorzugt behandeln.

## Ursprung des Begriffs
Der israelische Soziologe Sammy Smooha prägte den Begriff „Ethnic Democracy“ in seinen Veröffentlichungen zum politischen System Israels, vor allem im Hinblick auf dessen Umgang mit der arabischen Minderheit. Obwohl von Smooha nur auf Englisch und Hebräisch beschrieben, lässt sich der Begriff problemlos ins Deutsche als „ethnische Demokratie“ übersetzen. 
Der erste Entwurf erschien 1989 in Smoohas Monographie Arabs and Jews in Israel, 1999 erschien dann die erweiterte theoretische Version des Modells, das Smooha auf der Konferenz zu Multikulturalismus und Demokratie in gespaltenen Gesellschaften präsentierte.
Israel dient in der Entwicklung des Modells als ein Archetyp der ethnischen Demokratie. Smooha fällt auf, dass eine Vielzahl vergleichender politikwissenschaftlicher Studien Israel als einen Sonderfall behandeln, da dessen politische Ordnung sich in keinen bekannten Rahmen füge. Nach dieser Feststellung erkennt Smooha, dass auch andere Staaten existieren, die sich nicht mit bisher gängigen analytischen Modellen beschreiben lassen. Diese Erkenntnis veranlasst Smooha dazu, ein neues Modell der politischen Ordnung zu entwickeln. Laut Smooha kann man Ende des 20. und Anfang des 21. Jahrhunderts zwei entgegengesetzte Prozesse beobachten. Zum einen sind laut Smooha die im Westen als traditionell angesehenen und die am weitesten verbreiteten Demokratietypen – liberale Demokratie und die Konkordanzdemokratie – durch diverse global stattfindende Entwicklungen im Wandel begriffen. Durch Globalisierung, gleichzeitige Regionalisierung und die Universalisierung von Minderheitenrechten wandeln sich die westlichen Nationalstaaten immer mehr zu multikulturellen Demokratien. Andererseits findet vor allem in den osteuropäischen postsowjetischen Staaten eine entgegengesetzte Entwicklung statt. Es entstehen Nationalstaaten, die mehr als die bekannten westlichen Beispiele eine starke ethnische Prägung aufweisen, wie zum Beispiel Serbien, Estland und Lettland, Georgien oder die Slowakei. Die meisten dieser jungen Staaten sind anerkannte Demokratien, einige mittlerweile auch Mitglieder der EU und der NATO, dennoch gibt es dort eine klare Vorherrschaft einer bestimmten Ethnie. Warum man dabei trotzdem von Demokratie sprechen kann, beschreibt Sammy Smooha in seinem Modell der ethnischen Demokratie.

## Das Modell
Das Modell der ethnischen Demokratie setzt sich aus drei essentiellen Bestandteilen zusammen: Merkmale der ethnischen Demokratie, Umstände (Gegebenheiten), die zu einer ethnischen Demokratie führen, und Bedingungen, die zur Stabilität der ethnischen Demokratie beitragen. Smooha unterscheidet außerdem das ausführliche Modell von einem kompakten Mini-Modell, das eine übersichtliche Anwendung auf verschiedene Fälle erlaubt.

### Umfassendes Modell
Das umfassende Modell der ethnischen Demokratie dient vor allem der Abgrenzung von zivilen Demokratietypen und Nicht-Demokratien. Es beschreibt jedoch auch die Umstände und die Bedingungen, die zum Entstehen einer ethnischen Demokratie beitragen. Generell lässt sich sagen, dass wenn in einem Staat ein ethnisches Zusammengehörigkeitsgefühl der Demokratie vorangeht, dieser sich eher zu einer ethnischen Demokratie ausbilden wird. Eine Demokratie ohne starke ethnische Prägung entwickelt sich mit größerer Wahrscheinlichkeit zu einer zivilen Demokratie, weil sie ihre Mitglieder durch Staatsangehörigkeit und nicht durch ethnische Herkunft definiert.

#### Merkmale einer ethnischen Demokratie
Bei einer ethnischen Demokratie handelt es sich um eine verminderte Form von Demokratie. Obwohl allen Einwohnern gleiche individuelle Rechte zuteilwerden, gibt es gewisse Einschränkungen für ethnische Minderheiten:

“The political system is democratic. All permanent residents who so wish are granted citizenship, including human, civil, political, cultural and social rights. In addition to individual rights, the minority is accorded some collective rights and sometimes even granted autonomy with certain limitations. Minority citizens are allowed to conduct an intense struggle for equal rights without facing repression by the state or the majority. They are also permitted to join coalitions with majority groups. Democracy is, however, diminished by the lack of equality of rights. Non-members of the ethnic nation enjoy rights that are in some way inferior to the rights of members and endure discrimination by the state. Rule of law and quality of democracy are reduced by state measures intended to avert the perceived threat attributed to nonmembers.”

Die Zugehörigkeit zur Gemeinschaft wird in einer ethnischen Demokratie also nicht durch die Staatsangehörigkeit, sondern durch Zugehörigkeit zu der Kern-Ethnie definiert. Ethnische Minderheiten erhalten die Staatsbürgerschaft und genießen das Wahlrecht, sowie individuelle und Gruppenrechte, dennoch werden diese Gruppen systematisch benachteiligt. Die ethnische Mehrheit dagegen wird vom Staat bevorzugt behandelt, ihre Interessen werden übergeordnet und ihre Mitglieder erlangen viel leichter politische Bedeutung und politische Macht. Eine ethnische Demokratie folgt zwei widersprüchlichen Prinzipien: dem demokratischen und dem ethnischen Prinzip. Nach dem demokratischen Prinzip werden allen Bürgern die gleichen Rechte zugesprochen, während das ethnische Prinzip eine Ethnie klar den anderen vorzieht und diese bevorzugt behandelt. In einer ethnischen Demokratie muss also stets eine Balance zwischen den widersprüchlichen Prinzipien gefunden und erhalten werden, damit die politische Ordnung fortbestehen kann. Neben den oben genannten Merkmalen führt Smooha acht Charakteristika von ethnischen Demokratien auf, die jedoch je nach Fall nicht alle zum gleichen Grad ausgeprägt sein müssen. In manchen Fällen können einige Merkmale laut Smooha auch ganz fehlen, wobei man trotzdem von einer ethnischen Demokratie sprechen kann. Die folgenden Merkmale einer ethnischen Demokratie beschreibt Smooha ausführlich in seinem Arbeitspapier für das European Centre for Minority Issues:
- Dominanter ethnischer Nationalismus legt fest, dass ein ethnisches Volk das alleinige Recht auf das Land hat.[14] Das Vorhandensein eines ethnischen Nationalismus führt dazu, dass die Kern-Ethnie zum Dreh- und Angelpunkt aller Geschehnisse in einem Staat wird. Alle politischen und nicht-politischen Handlungen richten sich an den Interessen der Ethnie aus, sodass eine Dichotomie entsteht, die zur Trennung zwischen der Kern-Ethnie und allen anderen führt: “Ethnic nationalism makes the ethnic nation a center of gravity for the society as a whole – a prime concern, a world interest and a precious asset for most members and leaders of the ethnic nation.”[12]
- Der Staat unterscheidet zwischen der Zugehörigkeit zu der Kern-Ethnie und der Staatsbürgerschaft.[14] Durch die starke Ausrichtung an der ethnischen Zugehörigkeit rückt die Staatsbürgerschaft in den Hintergrund. Die Angehörigkeit zu dem Staat (also auch zu der Kern-Ethnie) kann somit nur angeboren sein und ist ansonsten nur sehr schwer zu erlangen. Dennoch versucht der Staat auch aktiv die Staatsbürgerschaft auf die Kern-Ethnie zu beschränken, zum Beispiel durch strenge Einbürgerungstests oder schwer zu erfüllende Bedingungen für die Einbürgerung. Doch selbst mit Erhalt einer Staatsbürgerschaft sind die vollen Rechte in einer ethnischen Demokratie nicht garantiert, wenn man nicht der Kern-Ethnie angehört.
- Die Kern-Ethnie dominiert und führt den Staat.[15] Nicht die Staatsbürger, sondern die Kern-Ethnie führt und dominiert den Staat und besetzt die wichtigen Machtpositionen. Die Dominanz im Staatsapparat erlaubt es der Kern-Ethnie, ihre Mitglieder zu schützen und zu unterstützen, sowie die Kollektivziele der Kern-Ethnie zu sichern.

“The state’s official language, religion, culture, institutions, flag, anthem, emblems, stamps, calendar, names of places, heroes, days and sites of collective commemoration, laws (especially those regulating naturalization, immigration and ownership of land and businesses) and policies are biased in favor of the core ethnic nation, and members of the core ethnic nation expect and receive a favored status”

- Der Staat mobilisiert die Kern-Ethnie.[17] Er pflegt und erhält die nationale Identität und fordert die Mitglieder der Kern-Ethnie dazu auf, gemeinsame nationale Ziele zu verfolgen. Durch stetige Rekonstruktion der ethnischen und nationalen Identität werden die Mitglieder der Kern-Ethnie davon abgehalten, sich zu assimilieren. Durch bevorzugte Behandlung der Kern-Ethnie und die Kultivierung der nationalen Ideen erhält der Staat seine Legitimation. Das wird auch durch Abgrenzung und Schutz vor einer (wahrgenommenen) Gefahr von außen bewerkstelligt.
- Der Staat räumt ethnischen Minderheiten unvollständige kollektive und individuelle Rechte ein.[17] Die Kern-Ethnie genießt einen übergeordneten Status, die individuellen Rechte der ethnischen Minderheiten können dagegen in bestimmten Bereichen eingeschränkt sein. Dennoch werden allen Staatsbürgern die Grundrechte der Demokratie zugesprochen. Außerdem erhalten die ethnischen Minderheiten kollektive Rechte, so können sie die eigene Sprache benutzen, eigene Religions- und Bildungsinstitutionen zu führen und kulturelle Einrichtungen zu bilden:

“Human rights (such as dignity, physical safety and equality), social rights (including entitlement to housing, health, employment, income and education), civil liberties (including freedom of assembly and association, freedom of the press and independent judiciary) and political rights (including the right to vote and to stand for election, a multi-party system, change of governments through fair elections and lack of military or foreign intervention in the political process)”

- Der Staat erlaubt ethnischen Minderheiten parlamentarischen und außer-parlamentarischen Kampf um die eigenen Rechte.[19] In einer ethnischen Demokratie steht ethnischen Minderheiten eine Reihe an legalen demokratischen Mitteln zur Verfügung, um für ihre Rechte zu kämpfen: “They are allowed to use the vote, petitions, mass media, courts, political pressures, interest groups, lobbies, demonstrations, strikes, sit-ins and other legal means to advance their status without having to face repression by the state and violence by the core ethnic nation.”[20]
- Der Staat nimmt die ethnischen Minderheiten (die Bürger, die nicht der Kern-Ethnie angehören) als Gefahr wahr.[19] Die Gefahr kann tatsächlich oder nur vermutet sein und verschiedene Formen annehmen. So kann der Staat befürchten, dass die ethnischen Minderheiten die Einwohnerzahl der Kern-Ethnie überschreiten, dass die ethnischen Minderheiten zu große politische Macht erlangen, die nationale Kultur gefährden könnten oder Ähnliches.[20]
- Der Staat kontrolliert zu einem gewissen Maße die ethnischen Minderheiten.[21] Es wird vorausgesetzt, dass die Angehörigen der ethnischen Minderheiten sich nicht voll mit dem Staat, seinen Zielen und der Kern-Ethnie identifizieren können und deshalb nicht ganz loyal zum Staat sind. Sie stellen eine potentielle Gefahr für den Staat dar und müssen daher bis zu einem gewissen Grad kontrolliert werden. Die stetige Diskriminierung der ethnischen Minderheiten kann die soziale Ordnung eines Staates gefährden, da sie zu Konflikten zwischen den Gruppen führen kann. So gewährt der Staat den ethnischen Minderheiten einerseits das Recht auf politischen Kampf, andererseits unterstellt er diese Gruppen auch einer verstärkten Kontrolle.

#### Umstände, die zur Entstehung einer ethnischen Demokratie beitragen
Laut Smooha gibt es vier Faktoren, die die Entstehung einer ethnischen Demokratie begünstigen können:
- Ethnische Dominanz geht der Demokratieentstehung voraus.[23] Wenn eine ethnische Gruppe bereits vor der Einführung der Demokratie dominant war, gewährleistet die ethnische Demokratie eine Konsistenz mit der Vergangenheit. Es ist daher wahrscheinlich, dass auf einem Territorium, das vorwiegend von einer Ethnie dominiert wird, eher eine ethnische Demokratie entsteht.
- Ethnischer Nationalismus geht einer Demokratieentstehung voraus.[23] „Ethnic democracy emerges where the ethnic nation rose prior to the formation of the state and founded the state to ensure its survival, well-being and interests“.[24] Der ethnische Nationalismus setzt als sein höchstes Ziel das Fortbestehen der Ethnie und die Verteidigung ihrer Interessen. Aus diesem Grund werden sich solche Staaten im Zuge der Demokratisierung eher zu einer ethnischen Demokratie hin entwickeln.
- Es gibt eine reale Gefahr, die dauerhafte und breite Mobilisierung erfordert.[25] Die Mobilisierung durch das Zusammengehörigkeitsgefühl der Kern-Ethnie kann den Staat vor Gefahren schützen. Dabei kann die physische, demografische, ökonomische oder kulturelle Existenz der Kern-Ethnie bedroht sein. Wenn ein Staat also in einer feindlichen Umgebung entsteht, ist die Wahrscheinlichkeit eher gegeben, dass sich eine ethnische Demokratie entwickelt.
- Hingabe an die Demokratie.[25] Die Kern-Ethnie fühlt sich den demokratischen Prinzipien verpflichtet und bindet sich freiwillig daran. Diese Verbindlichkeit erfährt jedoch einige Einschränkungen, da sie mit den Zielen des ethnischen Prinzips konkurriert. Ohne diese freiwillige Verbindlichkeit, wäre die ethnische Demokratie gefährdet.

#### Bedingungen, die zur Stabilität der ethnischen Demokratie beitragen
Im Folgenden werden einige Bedingungen aufgeführt, die zur Stabilität einer ethnischen Demokratie beitragen. Diese sind laut Smooha weder notwendig noch hinreichend für die Stabilität einer ethnischen Demokratie.
- Die Kern-Ethnie stellt eine Mehrheit der Bevölkerung dar.[25] Wenn die dominante Gruppe auch die Mehrheit der Bevölkerung ausmacht, kann sie sich demokratisch legitimieren und ist nicht so anfällig für Gegenbewegungen. Laut Smooha sollte die Kern-Ethnie etwa 80 Prozent der Bevölkerung ausmachen.
- Die ethnischen Minderheiten (Randgruppen) stellen eine signifikante Minderheit dar.[25] Wenn die Randgruppen weniger als 10 Prozent der Bevölkerung ausmachen, ist eine ethnische Demokratie nicht notwendig, um die Dominanz der Kern-Ethnie durchzusetzen. Wenn die Zahl der ethnischen Minderheiten jedoch 25 Prozent der Bevölkerung übersteigt, kann sie die Dominanz der Kern-Ethnie durch ihre Wählerkraft unterlaufen. Smooha spricht hierbei von Richtwerten, die ja nach Anwendungsfall variieren können.
- Die Kern-Ethnie fühlt sich den demokratischen Prinzipien verpflichtet.[27] Wie bei den Bedingungen für die Entstehung beschrieben, muss die Kern-Ethnie das demokratische Prinzip freiwillig befolgen, sonst wandelt sich eine ethnische Demokratie zu einer nicht-demokratischen Ordnung.
- Die Kern-Ethnie ist uransässig.[27] Der Anspruch auf das Staatsgebiet kann historisch oder durch jahrhundertelange Anwohnerschaft auf dem Territorium gerechtfertigt sein.
- Die Randgruppen (ethnische Minderheiten) sind Immigranten.[27] Auch wenn die ethnischen Minderheiten vor mehreren Generationen eingewandert sind, können sie nicht den gleichen Anspruch auf das Territorium erheben, wie die uransässige Kern-Ethnie.
- Es handelt sich um mehrere Randgruppen (mehr als eine ethnische Minderheit).[27] Mehrere, nicht organisierte Minderheitengruppen lassen sich leichter kontrollieren, als eine große einheitliche Gruppe.
- Die Kern-Ethnie hat eine große Diaspora.[27] Der Schutz und die Einbürgerung der Diaspora kann eine Basis für die Bevorzugung der Kern-Ethnie vor den ethnischen Minderheiten bieten.
- Art der Einbeziehung der Ursprungsländer.[27] Wenn die Ursprungsländer, aus denen die ethnischen Minderheiten zugewandert sind, sich nicht aktiv für die Minderheiten einsetzen, wird die ethnische Demokratie eher stabil bleiben.
- Internationale Verstrickung.[28] Wenn die ethnische Demokratie von der internationalen Gemeinschaft anerkannt und legitimiert wird, wird die ethnische Demokratie eher stabil bleiben.

### Mini-Modell
Da das umfassende Modell zu detailliert ist, um sich für eine kompakte und pointierte Analyse zu eignen, fasst Smooha die Merkmale und die Bedingungen für eine ethnische Demokratie in einem kompakten Mini-Modell zusammen. Dabei verbleiben die drei wichtigsten Merkmale einer ethnischen Demokratie: die ethnische Vorherrschaft, vermeintliche Gefahr und die verminderte Demokratie. Um als eine ethnische Demokratie charakterisiert zu werden, sollte ein Staat also diesen drei essentiellen Charakteristika entsprechen. In einer ethnischen Demokratie wird laut Smoohas Mini-Modell eine Ethnie deutlich allen anderen Ethnien vorgezogen und bevorzugt behandelt. Außerdem empfindet die Kern-Ethnie eine vermeintliche (wahrgenommene) Gefahr von außen oder seitens der ethnischen Minderheiten im Staat. Das dritte Merkmal einer ethnischen Demokratie ist die Beschränkung einiger demokratischer Rechte auf die Kern-Ethnie, wobei die Randgruppen bewusst benachteiligt werden. Dennoch müssen die Grundrechte wie die Menschenrechte, politische, soziale und Zivilrechte allen Staatsangehörigen zuteilwerden.
Auch die Faktoren, die die Entstehung einer ethnischen Demokratie begünstigen, fasst Smooha in vier Punkten zusammen (für eine ausführliche Auflistung siehe Kap. 2.1.2): Die Staatenbildung muss zeitlich auf die Ethnie folgen, also auf einer bereits existierenden Ethnie aufbauen, die Kern-Ethnie muss gefährdet sein oder sich als solche wahrnehmen, die Mehrheit der Bevölkerung muss sich aus ideologischen oder praktischen Gründen der Demokratie verpflichtet fühlen und der prozentuale Anteil der Randgruppen muss gering genug sein, damit sowohl Demokratie als auch die ethnische Vorherrschaft der Kern-Ethnie erhalten werden kann.
Die Stabilitätsfaktoren einer ethnischen Demokratie verkürzt Smooha in seinem Mini-Modell zu vier Hauptaspekten: Die Mehrheit der Kern-Ethnie muss dauerhaft erhalten bleiben, die vermeintliche (wahrgenommene) Gefahr muss stets vorhanden sein, die Herkunftsländer der ethnischen Minderheiten (Randgruppen) dürfen sich nicht in Staatsangelegenheiten einmischen und die internationale Gemeinschaft muss die staatliche Ordnung legitimieren oder besser noch unterstützen.

## Abgrenzungen zu anderen politischen Modellen
Smooha entwickelt das Modell der ethnischen Demokratie vor allem in Abgrenzung zu den im Westen verbreiteten zivilen Demokratiemodellen – liberale Demokratie und Konkordanzdemokratie – und zu den nicht-demokratischen Modellen wie Ethnokratie oder Herrenvolkdemokratie. Eine ethnische Demokratie ist laut Smooha irgendwo zwischen liberaler Demokratie und Ethnokratie zu verorten, jedoch mit klarer Nähe zur Demokratie. Die theoretischen Modelle unterscheiden sich deutlich im Umgang mit ethnischen Minderheiten, Gruppen- und individuellen Rechten.

### Zivile Demokratien
Zivile Demokratien definieren ihre Mitglieder durch das Prinzip jus soli – das Geburtsortsprinzip. Eine Staatsangehörigkeit steht allen zu, die auf dem Territorium des Landes geboren wurden, die Abstammung spielt dabei keine oder nur eine untergeordnete Rolle. Die liberale Demokratie und die Konkordanzdemokratie sind die am weitesten verbreiteten und die am besten bekannten zivilen Demokratietypen. Klassische Vertreter einer liberalen Demokratie sind die USA: das Individuum steht im Mittelpunkt der Betrachtung, ethnische Herkunft ist Privatsache, der Staat mischt sich nicht in ethnische Konflikte ein, fordert jedoch von den Staatsangehörigen Assimilation an die vorherrschende Kultur, einschließlich des Erlernens der Landessprache und der Nutzung staatlicher Institutionen. In einer Konkordanzdemokratie dagegen, für die Belgien ein gutes Beispiel darstellt, erkennt der Staat die verschiedenen ethnischen Gruppen an und versucht zwischen ihnen zu vermitteln. Dabei bleibt der Staat neutral. Die ethnische Zugehörigkeit ist institutionalisiert, alle Ethnien erfahren die gleiche Behandlung. Durch die Neutralität des Staats unterscheidet sich die Konkordanzdemokratie von der ethnischen Demokratie. Eine weitere wichtige Unterscheidung zwischen zivilen Demokratietypen und ethnischer Demokratie ist, dass letztere die Staatsangehörigkeit eindeutig von der Angehörigkeit zu der Kern-Ethnie trennt. Sie folgt dem Prinzip jus sanguinis – Prinzip der Abstammung. Auch wenn man die Staatsbürgerschaft als Nicht-Angehörigen der Kern-Ethnie erlangen kann, genießt die Kern-Ethnie einen Sonderstatus. Im Unterschied zu einer liberalen Demokratie erfahren Staatsbürger einer ethnischen Demokratie Einschränkungen in ihren individuellen Rechten aufgrund ihrer ethnischen Zugehörigkeit. Andererseits spricht eine ethnische Demokratie den Vertretern der ethnischen Minderheiten Gruppenrechte zu, sodass diese eigene kulturelle, soziale und Bildungseinrichtungen aufbauen können und mit Hilfe demokratischer Mittel für ihre Rechte kämpfen können. Die Anerkennung der Gruppenrechte bringt die ethnische Demokratie näher zur Konkordanzdemokratie, wobei der Hauptunterschied in der bevorzugten Behandlung einer Ethnie besteht. Während der Staat in einer Konkordanzdemokratie eine neutrale Position behält, steht der Staat in einer ethnischen Demokratie eindeutig auf der Seite der Kern-Ethnie.

### Nicht-demokratische Modelle
Das politische Modell, das häufig in einem Atemzug mit ethnischer Demokratie genannt wird, ist die Herrenvolkdemokratie. Obwohl es den Begriff Demokratie im Titel trägt, handelt es sich nicht um eine Demokratie im üblichen Verständnis. In einer Herrenvolkdemokratie sind die individuellen politischen, zivilen, kulturellen und die Grundrechte auf eine Ethnie beschränkt. Andere Ethnien werden aktiv von der Erlangung dieser Rechte abgehalten. Auch wenn demokratische Strukturen vorhanden sind und der Mehrheit der Bevölkerung zur Verfügung stehen, kann man bei einer Herrenvolkdemokratie nicht von einer Demokratie sprechen. Ein bekanntes Beispiel für diese Art politischer Ordnung ist das Apartheid-Regime in Südafrika. Auf dem Kontinuum zwischen der Konkordanzdemokratie und der Herrenvolkdemokratie ist die ethnische Demokratie in der Nähe der ersteren zu verorten. Im Gegensatz zu nicht-demokratischen politischen Modellen genießen alle Einwohner einer ethnischen Demokratie weite individuelle und kollektive Rechte wie auch legale Mittel, für ihre Gruppenrechte zu kämpfen.

## Anwendungsfälle
Das Modell der ethnischen Demokratie findet nicht nur Anwendung in dem Fall Israels, der als Archetyp für diesen Demokratietyp gilt, sondern auch bei der Analyse vieler anderer Staaten. So wird es häufig auf die post-sowjetischen Staaten angewendet, zum Beispiel Estland oder Lettland, die nach 1990 ihre Unabhängigkeit erlangt und ihre Staaten vorwiegend nach dem ethnischen Prinzip (neu) gegründet haben. Es bleibt jedoch strittig, ob man bei diesen politischen Systemen von ethnischen Demokratien sprechen kann, da sie nicht in allen Punkten Smoohas Modell entsprechen. Auch im Fall von Malaysia kann man von einer ethnischen Demokratie sprechen. Der folgende Überblick betrachtet Israel als den Archetyp des Modells, Estland und Lettland als umstrittene Forschungsfälle und Malaysia als ein Beispiel für einen deutlichen Anwendungsfall der ethnischen Demokratie.

### Israel als Archetyp
Israel dient Smooha als der Archetyp einer ethnischen Demokratie. Die Vorherrschaft der Israelis auf dem Territorium und der Schutz der israelischen Kultur, der jüdischen Religion und einer jüdischen Bevölkerungsmehrheit sind klare Ziele des israelischen Staates. Israel entspricht allen oben aufgeführten Merkmalen der ethnischen Demokratie. Entsprechend dem Mini-Modell ist das eindeutige Ziel des israelischen Staates eine Heimat für Juden aus der ganzen Welt zu bieten. Es bezieht sich also sowohl auf seine Einwohner, als auch auf die Diaspora:

„Zionism is de facto the state ideology. Its central objective is to make Israel Jewish in demography, language, culture, institutions, identity and symbols, and to protect Jewish lives and interests all over the world. It accepts the historical development of Jews as an ethnic nation, in which ethnicity, religion and peoplehood are intertwined. A member of the Jewish people cannot be a member of a non-Judaic religion.“

Israelis empfinden außerdem drei wichtige Gefahren, die dem Staat drohen: das physische und politische Überleben Israels in der Region, in Israel lebende palästinensische Bürger (demografische Gefahr) und die Verbindung zu Palästinensern und zu einem zukünftigen palästinensischen Staat. Außerdem handelt es sich bei Israel um eine verminderte Demokratie, da die arabische Minderheit zwar individuelle und kollektive Rechte besitzt, diese jedoch nur eingeschränkt wirken. Die jüdische Bevölkerung genießt bevorzugte Behandlung und Vorrechte in manchen Gebieten. Da die arabische Minderheit trotz der beschriebenen Situation dem israelischen Staat gegenüber loyal sei und demokratische Mittel besitze, um für ihre Rechte zu kämpfen, betrachtet Smooha Israel als einen Archetyp für sein Modell der ethnischen Demokratie.

### Estland und Lettland
Estland und Lettland können sowohl historisch als auch regional als naheliegende Fälle betrachtet werden. Ihre Zuordnung zum Modell der ethnischen Demokratie ist umstritten. Beide Länder erklärten kurz vor dem Fall der Sowjetunion ihre Unabhängigkeit und gründeten historisch bestehende Staaten wieder, die den Nationalstaat der Esten bzw. Letten bilden sollten. Als Reaktion auf die jahrzehntelange Zugehörigkeit zur von Russen dominierten Sowjetunion etablierten beide Staaten ein politisches System, das zum Schutz der Kern-Ethnie, ihrer Sprache und ihrer Kultur beitragen sollte. Problematisch war jedoch vor allem der Umgang beider baltischer Staaten mit der vorwiegend russischsprachigen Minderheit, die zum Zeitpunkt der Wiedererlangung der Unabhängigkeit sowohl in Lettland als auch in Estland etwa 30 Prozent der Bevölkerung ausmachte. Da die meisten dieser Einwohner während der sowjetischen Besatzung zugewandert waren, haben sie laut den Gesetzen der beiden Staaten keinen automatischen Anspruch auf die Staatsbürgerschaft. Diese ist von der erfolgreichen Absolvierung eines Sprachtests abhängig. Somit blieb dem überwiegenden Teil der russischsprachigen Minderheit in Estland und in Lettland zunächst ein Teil der politischen Rechte, wie zum Beispiel das Wahlrecht, vorenthalten. Diese Tatsache widerspricht dennoch Smoohas Modell der ethnischen Demokratie, weshalb dieser auch behauptet:

„In this controversy over classification, I tend to regard Estonia and Latvia as nationstates that are slowly developing into ethnic democracies. They do not exhibit the essential feature of ethnic democracy, namely, that permanent residents are enfranchised and able to avail themselves of democratic procedures in their fight for change. Estonia and Latvia deny Automatic citizenship to Russian-speakers despite the fact that they are, and they see themselves as, a permanent part of the state and demand automatic citizenship. In contrast, Israel is an ethnic democracy because the Arab minority is extended citizenship and the non-citizen Palestinians in the West Bank and Gaza Strip are not and do not want to be part of Israel.“

„In dieser Kontroverse über die Einstufung, neige ich dazu, Estland und Lettland als Nationalstaaten zu betrachten, die sich langsam in ethnische Demokratien entwickeln. Sie zeigen nicht das wesentliche Merkmal der ethnischen Demokratie, nämlich, dass ständige Bewohner wahlberechtigt und in der Lage sind, demokratische Verfahren in ihrem Kampf um Veränderung in Anspruch zu nehmen. Estland und Lettland verweigern Russischsprachigen die Staatsbürgerschaft, obwohl sie ein dauernder Teil des Staates sind, sich so sehen und die automatische Staatsbürgerschaft fordern. Im Gegensatz dazu ist Israel eine ethnische Demokratie, weil die arabische Minderheit die Staatsbürgerschaft verlängert und die nicht-staatsangehörigen Palästinenser im Westjordanland und Gazastreifen keine Israelis sind und nicht Teil Israels sein wollen.“

Diatchkova sieht in ihrer Anwendung des Modells der ethnischen Demokratie an Lettland die Kriterien der ethnischen Demokratie dennoch als vorwiegend erfüllt an. Das Problem der Staatsangehörigkeit fügt sich ihrer Meinung nach ins Modell ein, auch wenn es laut Diatchkova nicht ethnischer Natur ist. So kann laut Diatchkova prinzipiell jeder Einwohner die Staatsbürgerschaft erlangen, der den historischen, geografischen und den Sprachtest besteht. Einwohner nicht-lettischer bzw. nicht-estnischer Ethnie, die bereits vor 1940 Staatsbürger waren, erhielten die Staatsbürgerschaft ebenso wie ihre Nachkommen automatisch. Somit haben auch die ethnischen Minderheiten laut Diatchkova die Möglichkeit, sich politisch an dem Staat zu beteiligen. Eine Zwischenposition nimmt in diesem Diskurs Järve ein, der in seiner Betrachtung Estlands behauptet, es sei auf dem Weg zu einer ethnischen Demokratie oder gar einer zivilen Demokratie. Da die Zahl der „Nicht-Bürger“ (zumeist Angehörige der russischsprachigen Minderheit) stetig abnimmt, verschwindet der Unterschied in den politischen Rechten der Einwohner und somit die Grundlage für Diskriminierung der Randgruppen. Alle Positionen bringt Smooha in seiner Zusammenfassung auf den Punkt:

“Järve’s account of Estonia and Diatchkova’s account of Latvia raise two issues: classification of the regime and future trends. Järve claims that Estonia can already be viewed as an ethnic democracy for the one-seventh of its Russian-speaking population who are citizens. As the proportion of non-citizens (close to one-fifth of the total population in 2000) steadily drops, Estonia as a whole will increasingly qualify as an ethnic democracy. Less critical is Diatchkova who takes it for granted that Latvia is already an ethnic democracy.”

### Malaysia
Nach 1970 wandelte sich Malaysias ursprüngliche Konkordanzdemokratie zu einer eingeschränkten ethnischen Demokratie. Die malaiische Mehrheit der Einwohner wurde zur Kern-Ethnie mit einer klaren Dominanz über den Staatsapparat. Malaiisch wurde als Staatssprache eingeführt und der Islam als Staatsreligion etabliert, außerdem genießen Angehörige der malaiischen Ethnie Vorteile beim Zugang zu universitären Einrichtungen und Ämtern, sowie häufig ökonomische Vorteile gegenüber anderen Volksgruppen. Die chinesische und die indische Minderheiten genießen jedoch dennoch kollektive Rechte, kulturelle Autonomie und können Koalitionen im Parlament eingehen. Die Vorherrschaft einer Ethnie und das gleichzeitige Zugestehen kollektiver und (eingeschränkter) individueller Rechte an die Minderheiten sind laut Smooha deutliche Anzeichen einer ethnischen Demokratie.